# Raymond Le Terrier
Raymond Le Terrier, né le 20 septembre 1892 et mort le 10 juin 1958, est un homme politique français.

## Détail des fonctions et des mandats
Mandat parlementaire
- 8 décembre 1946 - 7 novembre 1948 : Sénateur de l'Orne